# Matsuzakaya
Matsuzakaya (松坂屋) is een belangrijke Japanse warenhuisketen, die wordt exploiteert door Daimaru Matsuzakaya Department Stores, een dochteronderneming van J. Front Retailing. 

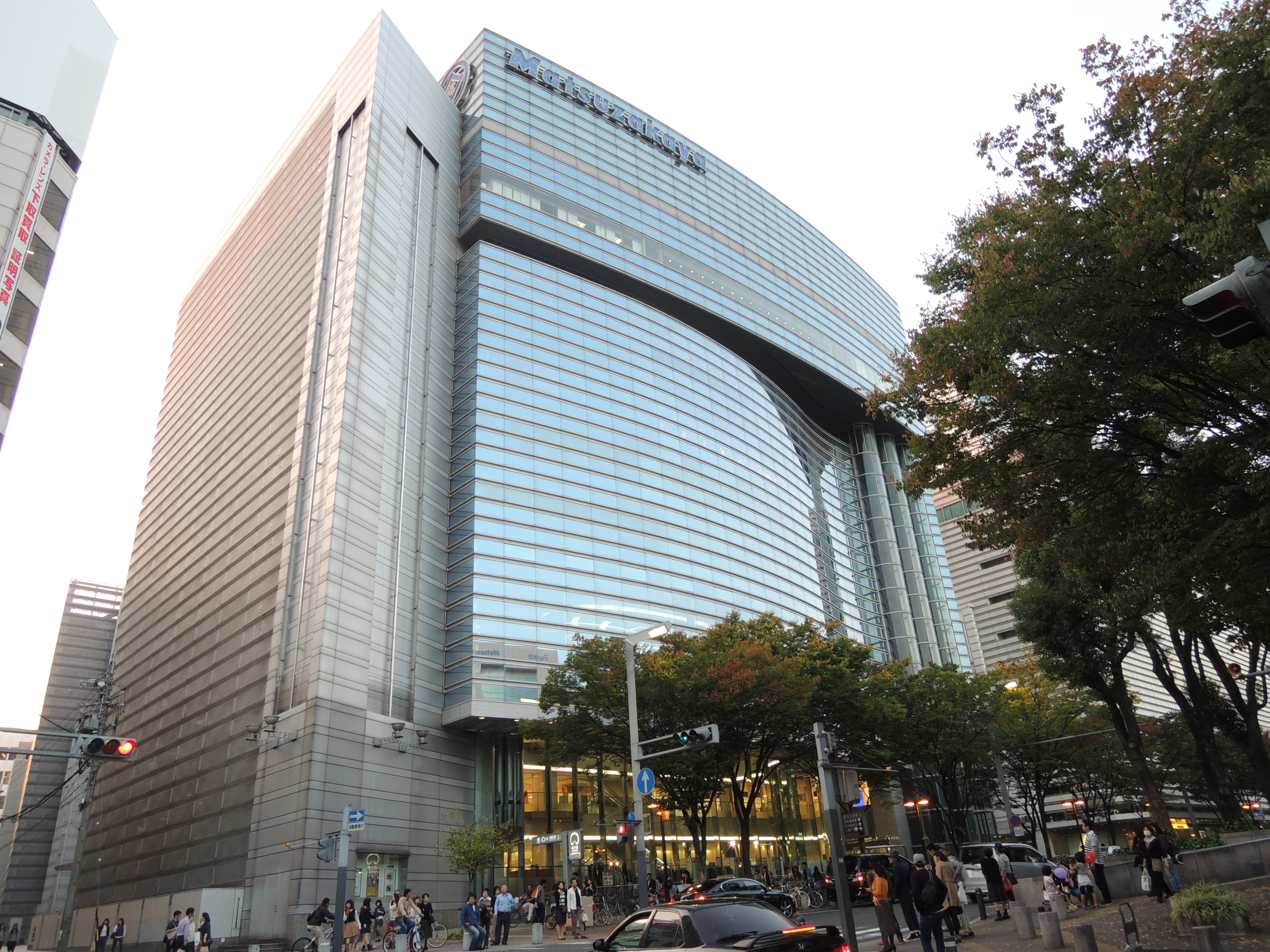
Matsuzakaya Zuid-gebouw in het centrum van Nagoya

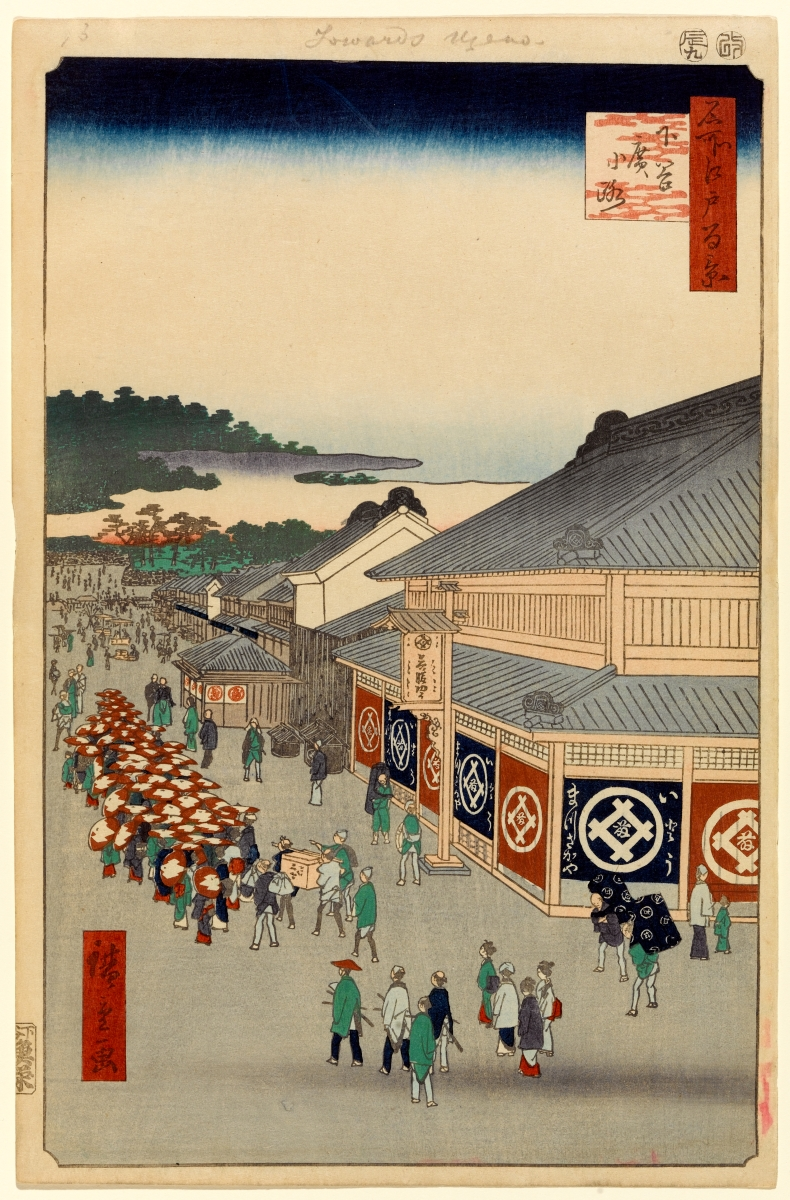
Matsuzakaya-winkel, Ueno in Shitaya Hirokoji (ukiyo-e uit Honderd beroemde uitzichten op Edo door Hiroshige II, 1856)

Toen de keten nog zelfstandig was als, Matsuzakaya Co., Ltd. (株式会社松坂屋, Kabushiki-gaisha Matsuzakaya), was het hoofdkantoor in Naka-ku, Nagoya.

## Geschiedenis
Matsuzakaya werd in 1611 opgericht in Nagoya door Sukemichi Ito en is een van de oudste warenhuizen ter wereld. Aanvankelijk was het een bescheiden groothandels voor zijden kimono's en Japans lakwerk. In 1736 breidde het bedrijf zijn activiteiten uit naar de detailhandel in kimono's van katoen en linnen. In 1745 werd in Kyoto een tweede winkel geopend. De oude hoofdstad was destijds de enige regio waar kimono's van hoge kwaliteit werden geproduceerd. 
De winkel in Ueno bij Shitaya Hirokoji werd afgebeeld op een ukiyo-e prent uit Honderd beroemde gezichten op Edo van Hiroshige II uit 1856.
Met de industrialisatie in het Meiji-tijdperk werd de winkel in Matsuzakaya in 1910 omgebouwd tot een warenhuis in westerse stijl. In 1924 werd het filiaal in Ginza het eerste warenhuis in Japan waar klanten hun schoenen overal in de winkel konden aanhouden (daarvoor moesten mensen hun schoenen bij de garderobe achterlaten). In 1931 werd in het filiaal in Kyoto een centrum voor textielkunst geopend. Tussen 1931 en 1939 ontstond een opmerkelijke collectie kimono's, samengesteld uit werk van textielververs, antiekhandelaren en particuliere verzamelaars.
Vroeger was er een vestiging in Patterson Street, Causeway Bay in Hongkong, die in 1998 werd gesloten. Een eerste vestiging ontstond onder de Japanse militaire regering van Hongkong, die het warenhuis Lane Crawford hernoemde en onder beheer van Matsuzakaya plaatste. Een filiaal in Parijs moest sluiten toen de Japanse economie eind jaren tachtig afkoelde. De winkel in Yokohama sloot in 2008 de deuren.
Er zijn vestigingen in Ginza en Ueno in Tokio, Shizuoka City, Toyota in de prefectuur Aichi en Takatsuki in de prefectuur Osaka. De winkel in Ginza werd in 2013 gesloten voor een grote verbouwing. In 2017 werd het warenhuis heropend als Ginza Six.
In de zuidvleugel van het hoofdgebouw van de winkel in Nagoya staat een groot pijporgel in de hal. Het is gemaakt in Canada en heeft 3231 pijpen, waarvan de langste 11 meter is. Op de bovenste verdieping van de zuidvleugel bevindt zich het Matsuzakaya Kunstmuseum. Hier waren onder andere tentoonstellingen te zien van oude Egyptische schatten uit het Egyptisch Museum in Caïro, werken van Rubens uit de collectie van de Academie voor Schone Kunsten in Wenen, de Dame met de Hermelijn van Leonardo da Vinci uit het Czartoryski Museum in Krakau en een tentoonstelling over keizerin Maria Theresia en Schloss  Schönbrunn.
In het Musée Guimet in Parijs was van februari tot mei 2017 een speciale tentoonstelling over de kimonocollectie van Matsuzakaya.
Matsuzakaya is samen met Maruei, Meitetsu en voorheen Oriental Nakamura (nu Mitsukoshi) een van de vier grootste warenhuizen van Nagoya.

## Openbaar vervoer
De belangrijkste winkel in Nagoya is gelegen bij het station Yabachō en heeft een directe ondergrondse doorgang en toegang tot de metro.